# 5924 Teruo
5924 Teruo este un asteroid din centura principală de asteroizi.

## Descriere
5924 Teruo este un asteroid din centura principală de asteroizi. A fost descoperit pe 7 februarie 1994 la Oizumi de Takao Kobayashi. El prezintă o orbită caracterizată de o semiaxă mare de 2,35 ua, o excentricitate de 0,11 și o înclinație de 4,1° în raport cu ecliptica.